# Musculus scalenus minimus
Der Musculus scalenus minimus (deutsch kleiner Treppenmuskel; lateinisch scalenus, latinisierte Form von altgriechisch σκαληνός skalenos, deutsch ‚schief, ungleichseitig‘, lateinisch scala ‚Leiter, Treppe‘; lateinisch minimus ‚sehr klein‘) ist ein paariger Skelettmuskel am Brustkorb des Menschen und gehört zur Gruppe der Musculi scaleni. Er kommt nur bei etwa einem Drittel der Erwachsenen vor. Der Muskel entspringt am Tuberculum anterius des Querfortsatzes des siebten Halswirbelkörpers und setzt an der ersten Rippe, rückenwärts des Musculus scalenus anterior an. Zudem strahlen Muskelfasern in die Pleurakuppel ein.
Der Musculus scalenus minimus trennt Arteria subclavia und Plexus brachialis und kann durch Druck auf diese Strukturen das Scalenus-minimus-Syndrom auslösen.